# 1996-os Formula–1 francia nagydíj
A francia nagydíj volt az 1996-os Formula–1 világbajnokság kilencedik futama.

## Futam
| Helyezés | #  | Versenyző             | Csapat/Motor       | Futott körök | Idő/Kiesés oka    | Rajthely | Pontszám |
| -------- | -- | --------------------- | ------------------ | ------------ | ----------------- | -------- | -------- |
| 1        | 5  | Damon Hill            | Williams-Renault   | 72           | 1:36:29,2         | 2        | 10       |
| 2        | 6  | Jacques Villeneuve    | Williams-Renault   | 72           | +8,127            | 6        | 6        |
| 3        | 3  | Jean Alesi            | Benetton-Renault   | 72           | +46,442           | 3        | 4        |
| 4        | 4  | Gerhard Berger        | Benetton-Renault   | 72           | +46,859           | 4        | 3        |
| 5        | 7  | Mika Häkkinen         | McLaren-Mercedes   | 72           | +62,774           | 5        | 2        |
| 6        | 8  | David Coulthard       | McLaren-Mercedes   | 71           | +1 kör            | 7        | 1        |
| 7        | 9  | Olivier Panis         | Ligier-Mugen-Honda | 71           | +1 kör            | 9        |          |
| 8        | 12 | Martin Brundle        | Jordan-Peugeot     | 71           | +1 kör            | 8        |          |
| 9        | 11 | Rubens Barrichello    | Jordan-Peugeot     | 71           | +1 kör            | 10       |          |
| 10       | 19 | Mika Salo             | Tyrrell-Yamaha     | 70           | +2 kör            | 13       |          |
| 11       | 16 | Ricardo Rosset        | Footwork-Hart      | 69           | +3 kör            | 19       |          |
| 12       | 20 | Pedro Lamy            | Minardi-Ford       | 69           | +3 kör            | 18       |          |
| Kizárva  | 14 | Johnny Herbert        | Sauber-Ford        | 70           | Kizárva           | 16       |          |
| Kiesett  | 15 | Heinz-Harald Frentzen | Sauber-Ford        | 56           | Gázadagoló        | 12       |          |
| Kiesett  | 18 | Katajama Ukjó         | Tyrrell-Yamaha     | 33           | Motorhiba         | 14       |          |
| Kiesett  | 22 | Luca Badoer           | Forti-Ford         | 29           | Üzemanyagrendszer | 20       |          |
| Kiesett  | 10 | Pedro Diniz           | Ligier-Mugen-Honda | 28           | Motorhiba         | 11       |          |
| Kiesett  | 17 | Jos Verstappen        | Footwork-Hart      | 10           | Kormánykerék      | 15       |          |
| Kiesett  | 2  | Eddie Irvine          | Ferrari            | 5            | Váltó             | 22       |          |
| Kiesett  | 21 | Giancarlo Fisichella  | Minardi-Ford       | 2            | Üzemanyag pumpa   | 17       |          |
| Kiesett  | 23 | Andrea Montermini     | Forti-Ford         | 2            | Elektronika       | 21       |          |
| NI       | 1  | Michael Schumacher    | Ferrari            | 0            | Motorhiba         | 1        |          |

## A világbajnokság élmezőnyének állása a verseny után
| H  | Versenyzők         | Pont | H  | Konstruktőrök      | Pont |
| -- | ------------------ | ---- | -- | ------------------ | ---- |
| 1. | Damon Hill         | 63   | 1. | Williams-Renault   | 101  |
| 2. | Jacques Villeneuve | 38   | 2. | Ferrari            | 35   |
| 3. | Michael Schumacher | 26   | 3. | Benetton-Renault   | 35   |
| 4. | Jean Alesi         | 25   | 4. | McLaren-Mercedes   | 26   |
| 5. | David Coulthard    | 14   | 5. | Ligier-Mugen-Honda | 12   |

## Statisztikák
Vezető helyen:
- Damon Hill: 69 (1-27 / 31-72)
- Jacques Villeneuve: 3 (28-30)

Damon Hill 19. győzelme, Michael Schumacher 13. pole-pozíciója, Jacques Villeneuve 3. leggyorsabb köre.
- Williams 90. győzelme.